# 百科全书购买指南
《百科全书购买指南》（Encyclopedia Buying Guide）是美国鲍克出版公司出版的一本用于评价和选购在美国发行的百科全书的工具书。1976年初版。主编为美国工具书专家基斯特（Kenneth F. Kister）。
书中“总论”部分用来论述百科全书的功用、销售方式、评价标准等。评价标准包括内容范围、权威性、可靠性、客观性、资料新旧度、可检索性、可读性、参考书目、图表、装帧、编纂特点、价格等。